# Leon Morawski
Leon Morawski (ur. 13 czerwca 1925, zm. 26 lutego 1991) – polski oficer polityczny, pułkownik ludowego Wojska Polskiego.

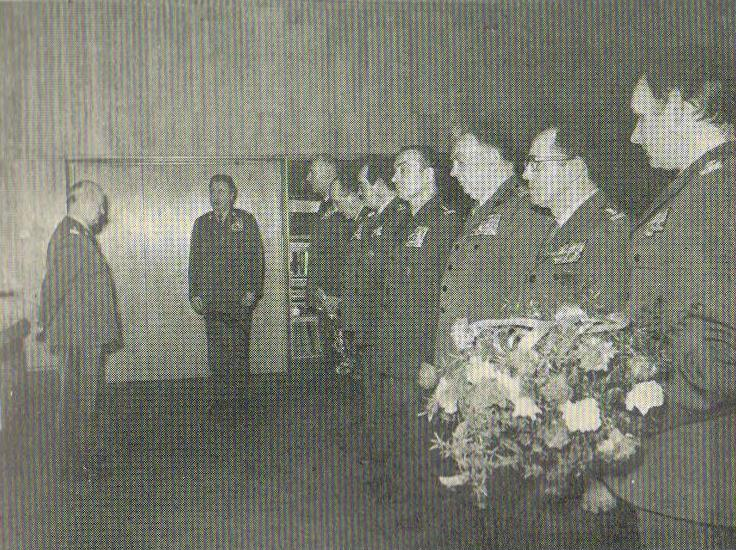
60-lecie urodzin gen. broni dr Józefa Baryły – życzenia od podwładnych z aparatu politycznego WP, przemawia I zastępca szefa GZP WP gen. dyw. dr Tadeusz Szaciło, obok stoją (od lewej): gen. dyw. Władysław Polański – komendant WAP, gen. bryg. Albin Żyto – zastępca szefa GZP WP, gen. bryg. Henryk Kondas - zastępca dowódcy POW ds. politycznych, płk Stefan Rutkowski – przewodniczący Komisji Kontroli Partyjnej WP, płk Leon Morawski – szef Zarządu Wydawnictw, Drukarń i Zaopatrzenia GZP WP; Warszawa 21 listopada 1984

## Życiorys
Przez wiele lat zajmował odpowiedzialne stanowiska w Głównym Zarządzie Politycznym Wojska Polskiego. W latach 60. sprawował nadzór z ramienia GZP WP nad przymusowym poborem kleryków do służby zasadniczej w kompaniach karnych LWP. W 1967 był szefem oddziału I w Zarządzie I (organizacyjnym) GZP WP. Brał udział w przeprowadzaniu czystek antysemickich w Wojsku Polskim w latach 1967-1968, m.in. w dowództwie Wojsk Obrony Powietrznej Kraju. W 1967 wraz z gen. bryg. Janem Czaplą oraz szefem Sekretariatu szefa GZP WP płk. Ludwikiem Boskiem opracował dokument Niektóre problemy powstania i rozwoju LWP, wskazujący oficerów pochodzenia żydowskiego sprawujących kierownicze funkcje w ludowym Wojsku Polskim od 1943 roku.
W 1968 roku był sekretarzem Wojskowego Komitetu Budowy Szkół. Wraz z płk Czesławem Kiszczakiem oraz płk Wacławem Jagielnickim wchodził w skład specjalnej komisji do zbadania nadużyć spowodowanych przez byłego attaché wojskowego PRL w Londynie pułkownika Mieczysława Romana.
Od 1972 do 1990 był szefem Zarządu Wydawnictw, Drukarń i Zaopatrzenia GZP WP. Wchodził również w skład Rady Patronackiej Muzeum Drukarstwa Warszawskiego.
W 1970 Zarząd Propagandy i Agitacji GZP WP wydał opracowanie jego autorstwa pod tytułem Żołnierze ludowego Wojska Polskiego w społecznej służbie dla kraju.
Członek PZPR, wielokrotnie wybierany do władzy partyjnych Instytucji Centralnych MON.
W 1982 roku odznaczony przez I sekretarza KC PZPR gen. armii Wojciecha Jaruzelskiego Orderem Sztandaru Pracy II klasy. W 1987 otrzymał Złoty Medal „Za Zasługi w Umacnianiu Przyjaźni PRL-ZSRR” (1987, TPPR), a w 1968 Złote odznaczenie im. Janka Krasickiego (1968).
Od 1990 w stanie spoczynku.
Pochowany na Cmentarzu Wojskowym na Powązkach w Warszawie (kwatera A34-2-23).